# Bosc Comunal de Font-romeu, Odelló i Vià
El Bosc Comunal de Font-romeu, Odelló i Vià (oficialment en francès Forêt communale de Font-Romeu-Odeillo-Via) és un bosc del terme comunal de Font-romeu, Odelló i Vià, a la comarca de l'Alta Cerdanya, de la Catalunya del Nord.
El bosc, de 0,81 km² està situat entre l'oest del santuari de l'Ermitatge i al nord del poble de Font-romeu, amb el límit de ponent en el termenal comunal. Correspon a l'antic bosc de Font-romeu. Hi ha un sector secundari, separat de l'anterior, a llevant, al límit amb Bolquera.
El bosc està sotmès a una explotació gestionada per la comuna de Font-romeu, Odelló i Vià, atès que es bosc és propietat comunal. Té el codi F16220V dins de l'ONF (Office national des forêts).